# Desportivo de Cova Figueira
O Desportivo Clube de Futebol (de Cova Figueira) (crioulo cabo-verdiano, ALUPEC ou ALUPEK: Disportibu, crioulo de São Vicente: Dsportiv')  é uma clube multiesportes na ilha do Fogo de Cabo Verde.  Há no clube departamentos que incluem futebol, softball e atletismo.

## História
O clube fundado a 22 de julho de 1996. O clube comemora 10ª aniversario em 2006.  Em anos recentes, Desportivo jogarando em Segunda Divisão até verão de 2018 e retornado ver Primeira Divisão, Cova FIgueira finido quinto com 6 venceus, 22 golos (gols) e 22 pontos.

## Posição
- 1996-97: 1a (ilha)
- 1997-98: 2a (ilha)
- 1998-99: 2a (ilha)
- 1999-00: 5a (ilha)
- 2000-01: 3a (ilha)
- 2001-02: 1a (ilha)
- 2002-03: 3a (ilha)
- 2003-04: 2a (ilha)
- 2004-05: 5a (ilha)
- 2005-06: 2a (ilha)
- 2006-07: 1a (ilha)
- 2007-08: 4a (ilha)
- 2008-09: 8a (ilha)
- 2009-10: 4a (ilha)
- 2010-11: 1a (ilha)
- 2011-12: 2a (ilha)
- 2012-13: Relegado
- 2013-14: 4a (ilha)